# Stephen Ellis (Filmeditor)
Stephen Ellis ist ein britischer Filmeditor und Produzent mit dem Schwerpunkt auf Dokumentationen für Film und Fernsehen.
Ellis ist seit den frühen 2000er Jahren als Editor aktiv. Zunächst arbeitete er in London, später ging er ins australische Melbourne. Neben seiner Film- und Fernseharbeit ist er auch für die Werbeindustrie tätig. Für seine Arbeit an der US-amerikanischen Dokumentar-Fernsehserie Frontline wurde er 2017 zusammen mit dem übrigen Team mit dem News & Documentary Emmy Award in der Kategorie Outstanding Current Affairs Documentary ausgezeichnet. Zuvor hatte er 2014 für eine Folge der Serie American Masters je eine Nominierung für den Emmy und den Eddie Award der American Cinema Editors erhalten.
Seine Arbeit an dem Kurzdokumentarfilm Das Schicksal der Kinder von Aleppo brachte ihm für die Oscarverleihung 2017 eine Nominierung in der Kategorie Bester Dokumentar-Kurzfilm ein. Ellis verantwortete den Filmschnitt und produzierte den Film gemeinsam mit Regisseur Marcel Mettelsiefen.

## Filmografie (Auswahl)
- 2013: Fire in the Night
- 2013: Jimi Hendrix  "Hear My Train A Comin'"
- 2015: Ronaldo
- 2016: Das Schicksal der Kinder von Aleppo (Watani: My Homeland)
- 2020: Afghanistan: Das verwundete Land (Miniserie)
- 2022: In Ihren Händen (In her Hands)
- 2023: Children of the Taliban
- 2023: Tanja – Tagebuch einer Guerillera
- 2024: Aufwachsen im Westjordanland – Gefangen im Zorn
- 2024: The Accidental Spy